# 深夜の密使
『深夜の密使』（しんやのみっし、Most Secret）は、1964年に発表されたジョン・ディクスン・カーの長編推理小説。1934年に発表されたDevil Kinsmere（ロジャー・フェアベーン名義）を改訂したものである。
1670年5月、チャールズ2世治世の英国を舞台として、ロンドンに上京した田舎郷士ロデリック・キンズミアを主人公に、殺人事件、国家的陰謀、美人女優とのラブ・ストーリー、英国国王からの密書を運ぶ任務といった物語を描く。

## あらすじ
在郷の田舎貴族ロデリック青年は、亡父アランの遺産を金融業者ステインレーから受け取るため、ロンドンに向かう。ロンドンでは、竜騎士隊長のハーカーにからまれ決闘を申し込まれる。
二人が別れたあと、ロデリックのものとそっくりのサファイアの指輪を持っているバイゴンズと名乗る男があらわれ、物陰から一部始終を見ていたと語り、ロデリックを酒場に誘う。
ところが、決闘中にハーカー隊長は足を滑らせ失神してしまい、さらにロデリックとバイゴンズが目を離したすきに、何者かにナイフで刺されて死んでいた。

## 登場人物
- ロデリック・キンズメア - 主人公。英国の在郷に住む地主の息子。
- リチャード・キンズメア - 主人公の孫。本作は彼が若き日の祖父の冒険を語るという設定。
- アラン・キンズメア - 主人公の父。遺産をロデリックに遺す。
- ペムブローク・ハーカー - 竜騎士隊長。主人公と揉め、剣で闘ってる最中に突然死亡してしまう。
- ステインレー - ロンドンの金融業者
- ドリー・ランディス - 舞台女優。
- バイゴンズ - 謎の男。国王チャールズ腹心の勅書送達吏のひとり。
- チャールズ国王 - 当時の英国王。勅書送達吏をフランスに送ろうとする。

## 提示される謎
- 密書のありか。
- 勅書送達吏のうちで本物の密使は誰か。

## 書誌情報
- 「深夜の密使」吉田誠一（訳）/戸川安宣（解説）　東京創元社　1988年　 創元推理文庫118-24